# Лава (Сервийско)
Вижте пояснителната страница за други значения на Лаваница.
Неа Лава или старо Лаваница (на гръцки: Λάβα, до 1927 година Λαβανίτσα или Λαβάνιτσα, Лаваница) историческо е село в Република Гърция, част от дем Сервия в област Западна Македония.

## География
Селото е разположено на 890 m надморска височина, на около 4 km южно от Сервия в в планината Шапка (Титарос).

## История

### В Османската империя
В 1528 година Лаваница има 79 домакинства с 356 жители.
Александър Синве ("Les Grecs de l’Empire Ottoman. Etude Statistique et Ethnographique"), който се основава на гръцки данни, в 1878 година пише, че в Лаваница (Lavanitza) живеят 300 гърци.
На Етнографската карта на Битолския вилает на Картографския институт в София от 1901 година Лобаница е чисто гръцко село в Серфидженската каза на Серфидженския санджак с 30 къщи.
Според статистика на Серфидженския санджак на гръцкото консулство в Еласона от 1904 година в Лаваница (Λαβανίτσα), Серфидженска каза, живеят 170 гърци елинофони християни.

### В Гърция
През октомври 1912 година, по време на Балканската война, в селото влизат гръцки части и след Междусъюзническата война в 1913 година Лаваница остава в Гърция. В 1927 година името на селото е сменено на Лава.
Населението традиционно произвежда жито, тютюн, картофи и други земеделски продукти, като се занимава и със скотовъдство.
В 70-те години населението се изселва в новото селище Неа Лава (Нова Лаваница), на практика северозападен квартал на Сервия.
| Година    | 1913 | 1920 | 1928 | 1940 | 1951 | 1961 | 1971 | 1981 | 1991 | 2001 | 2011 | 2021 |
| --------- | ---- | ---- | ---- | ---- | ---- | ---- | ---- | ---- | ---- | ---- | ---- | ---- |
| Население | 390  | 421  | 664  | 667  | 667  |      | 467  | 0    | 0    | 2    | 0    | 0    |